# アフリカイネ
アフリカイネ（グラベリマ種 - Oryza glaberrima）は、主にアフリカ西部で栽培されているイネ属の穀物である。紀元前、現在より3500年前からナイジェリア、ニジェール、マリ、ギニアを流れるニジェール川流域で栽培されている。アジアイネ（サティバ種 - Oryza sativa L.）と比較した場合、籾殻毛が少ないことが特徴である。
アジアイネがオリザ・ルフィボゴン (Oryza rufipogon) から分化したのに対して、アフリカイネはオリザ・バルシー (Oryza barthii) から分化した。
一年生の植物で種子のみで繁殖する。一方、近縁のアジアイネ (Oryza sativa) は、多年生で刈り取った後の株からひこばえ（孫生）、および種子で繁殖する。

## 特徴
アフリカイネは栽培稲の中でも雑草競争力が高く、耐乾燥性、酸性土壌および鉄過剰土壌に対して耐性をもつ。また害虫や病気に対して強いといった特徴を持ち合わせている。

## 原産地
紀元前3000（4000）～2000年頃、ニジェール川の内陸デルタで栽培化された。その後セネガル、ガンビア、ギニアビサウの沿岸部およびシエラレオネとコートジボワールの中間部の森林地帯へと拡大した。